# Iwakura
Iwakura (岩倉市, Iwakura-shi) est une ville située dans la préfecture d'Aichi, sur l'île de Honshū, au Japon.

## Géographie

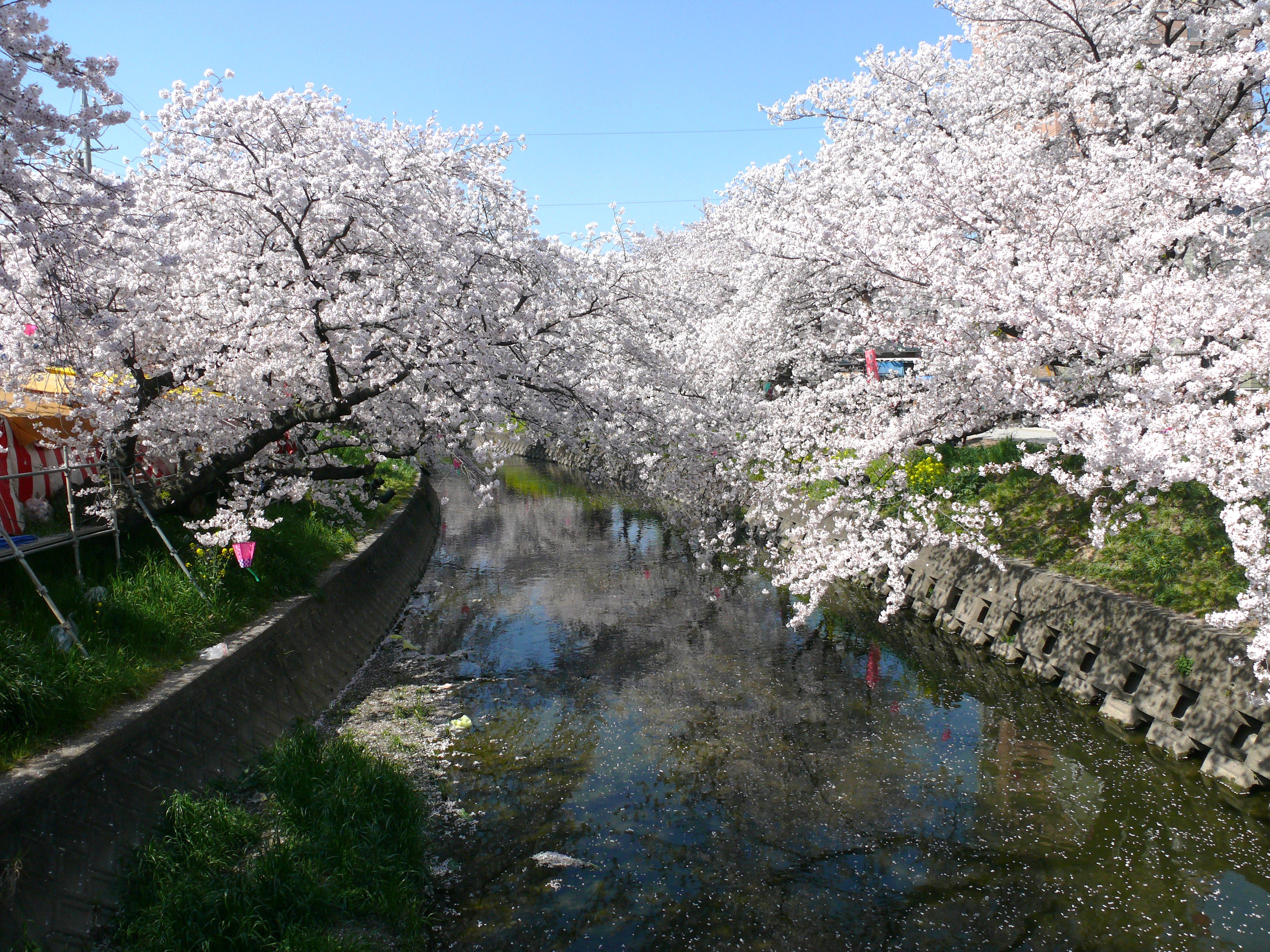
Rivière Gojō et cerisiers en fleurs à Iwakura.

### Situation
Iwakura est située dans le nord de l'agglomération de Nagoya, sur l'île de Honshū, au Japon.

### Démographie
En novembre 2018, la population de la ville d'Iwakura était de 48 040 habitants répartis sur une superficie de 10,47 km2.

## Histoire
Le village d'Iwakura a été fondé en 1889. Il devient un bourg en 1892 et une ville le 1er décembre 1971.

## Culture locale et patrimoine

### Événement
Iwakura célèbre chaque année l'arrivée du printemps au cours de son sakura matsuri, un festival traditionnel.

## Transports
La ville est desservie par la ligne Inuyama de la compagnie Meitetsu.

## Symboles municipaux
Les symboles de la ville d'Iwakura sont le camphrier et le rhododendron.